# Зелёная Балка (Одесская область)
Зелёная Балка (укр. Зелена Балка) — село, относится к Арцизскому району Одесской области Украины.
Население по переписи 2001 года составляло 105 человек. Почтовый индекс — 68450. Телефонный код — 4845. Занимает площадь 0,22 км². Код КОАТУУ — 5120485203.

## История
В 1945 г. Указом ПВС УССР хутор Демир-Хаджи переименован в Зелёную Балку.

## Население и национальный состав
По данным переписи населения Украины 2001 года распределение населения по родному языку было следующим (в % от общей численности населения):
По Павловскому сельскому совету: украинский — 7,10 %; русский — 88,95 %; белорусский — 0,04 %; болгарский — 1,39 %; гагаузский — 0,11 %; молдавский — 1,80 %; цыганский — 0,60 %.
По селу Павловка: украинский — 5,16 %; русский — 91,00 %; белорусский — 0,04 %; болгарский — 1,21 %; гагаузский — 0,12 %; молдавский — 1,84 %; цыганский — 0,63 %.
По селу Зелёная Балка: украинский — 54,29 %; русский — 39,05; болгарский — 5,71 %; молдавский — 0,95 %.

## Местный совет
68450, Одесская обл., Арцизский р-н, с. Павловка, переул. Театральный, 2